# Niederlausitzhalle

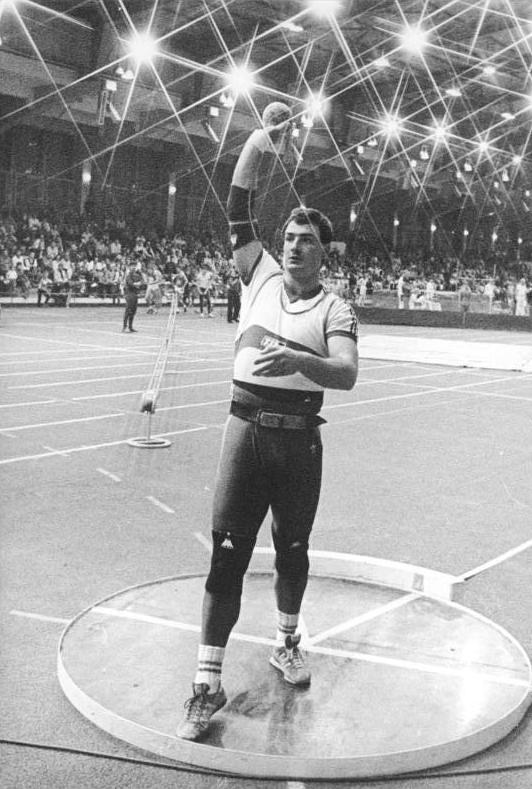
Ulf Timmermann beim Halleneuroparekord in der Sporthalle Aktivist

Die Niederlausitzhalle ist eine denkmalgeschützte Sporthalle in der Stadt Senftenberg. Sie befindet sich in unmittelbarer Nähe der BTU Cottbus-Senftenberg. Neben Sportveranstaltungen wird die Halle auch für Messen und Ausstellungen genutzt. Sie ist die größte Sporthalle Brandenburgs.
Der Landesstützpunkt Leichtathletik wurde 1993 erstmals berufen. Er umfasst die Vereine TSV Senftenberg und TSG Lübbenau.

## Geschichte
Die Einweihung der Sporthalle war am 31. Oktober 1959. Die damals größte freitragende Halle Europas erhielt den Namen Aktivist. Die ersten Wettkämpfe fanden noch auf Naturboden statt. Bei Umbauten in den Jahren 1971/72 wurde ein Tartanbelag in der Sporthalle verlegt, des Weiteren wurden bei diesen Baumaßnahmen die Kurven erhöht. Die Holzbogendachkonstruktion wurde 1976/77 erneuert und durch eine Stahlkonstruktion ersetzt. Träger der Sporthalle war das Braunkohlenkombinat Senftenberg.
Seit den 1960er-Jahren fanden die Geher-Meisterschaften und seit den 1970ern die DDR-Hallenmeisterschaften der Leichtathletik in Senftenberg statt. Eine Besonderheit der Anlage waren Rennen über 100 Yards (91,44 m) auf der ungewöhnlich langen Bahn im Innenbereich. Neben nationalen und internationalen Leichtathletikwettkämpfen gab es hier auch Meisterschaften im Boxen, Fußball, Handball und Faustball.
Ulf Timmermann stellte am 11. Februar 1989 den aktuellen Halleneuroparekord im Kugelstoßen mit 22,55 Metern auf. Der aktuelle deutsche Hallenrekord im 60-Meter-Lauf der Frauen wurde am 16. Februar 1985 mit 7,04 Sekunden von Marita Koch in der damaligen Aktivist-Sporthalle aufgestellt.
Nach der Wende übernahm die Stadt Senftenberg die Halle, sie wurde in Niederlausitzhalle umbenannt. Seit 1. Januar 2005 bewirtschaftet der TSV Senftenberg die Sporthalle. Zuvor wurde darüber diskutiert, die Halle aus Kostengründen zu schließen. Im Oktober 2024 beschloss die Stadtverordnetenversammlung von Senftenberg einen Grundsatzbeschluss zur Sanierung der Halle. Eine Woche später wurden bei einer Untersuchung des Tragwerkes Schadstellen gefunden, weshalb ein Teil der Halle vorsorglich abgesperrt wurde.

## Ausstattung
Die Halle verfügt über 1200 Sitzplätze, eine Rundbahn mit 250 Meter Länge, eine Stabhochsprung- und Hochsprunganlage sowie zwei Weitsprunganlagen. Im Innenraum befinden sich zwei Spielfelder, für Handball, Fußball, Volleyball, Tennis und Badminton. Im Anbau befindet sich eine Kegelhalle mit vier Bahnen.